# Comté de Renfrew
Pour les articles homonymes, voir Renfrew.

Le comté de Renfrew (en rouge) en Ontario (en beige pâle).

Le comté de Renfrew est un comté de l'Ontario. En 2006, sa population était de 97 545 personnes et couvre une superficie de 7 403,46 km2, une densité de 34,2 km2 par habitant.

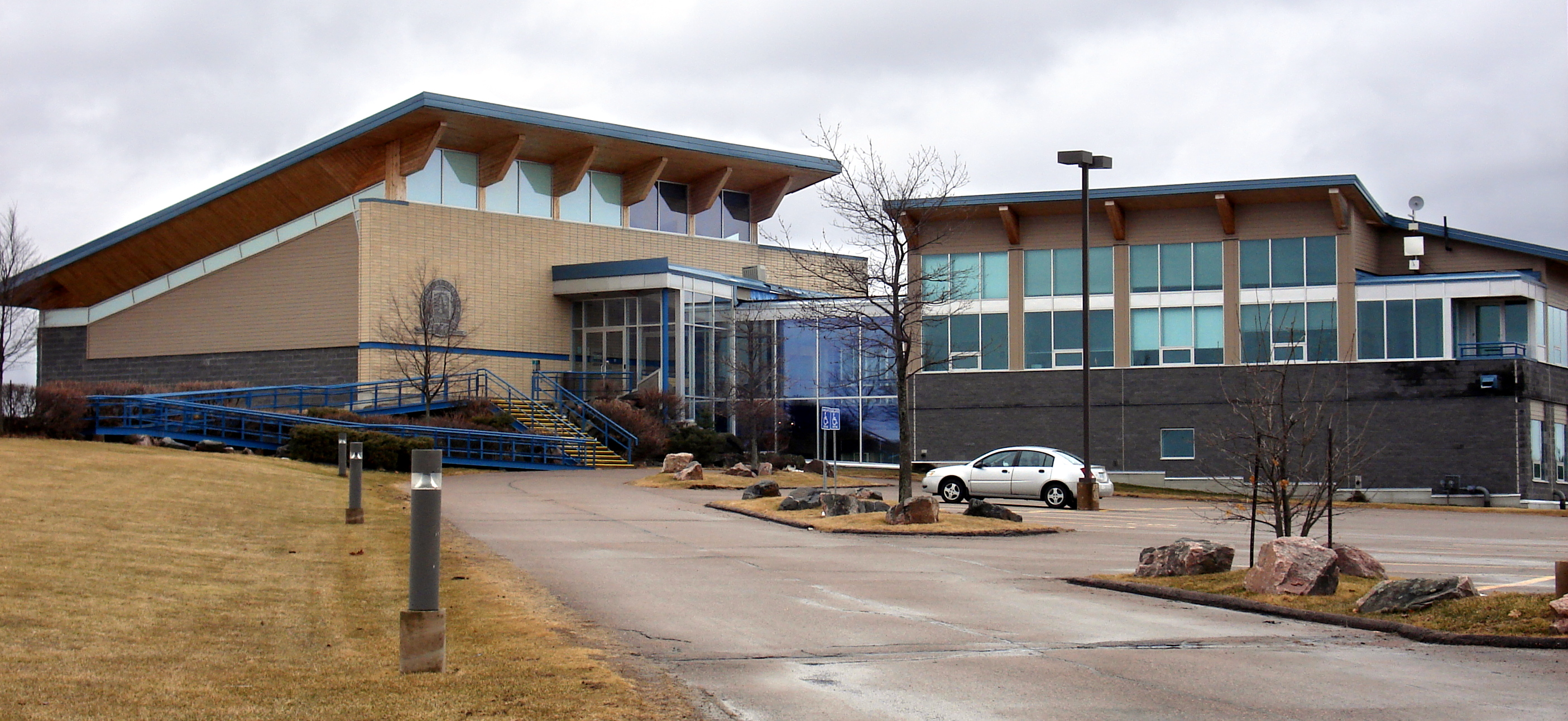
Le bâtiment administratif du gouvernement du comté.

## Municipalités
- Ville de Arnprior
- Ville de Deep River
- Ville de Laurentian Hills (en)
- Ville de Petawawa
- Ville de Pembroke
- Ville de Renfrew
- Canton de Admaston/Bromley
- Canton de Bonnechere Valley
- Canton de Brudenell, Lyndoch et Raglan
- Canton de Greater Madawaska
- Canton de Head, Clara et Maria
- Canton de Horton
- Canton de Killaloe, Hagarty et Richards
- Canton de Laurentian Valley
- Canton de Madawaska Valley
- Canton de McNab/Braeside
- Canton de North Algona-Wilberforce
- Canton de Whitewater Region

## Démographie
| 2001   | 2006   | 2011    | 2016    |
| ------ | ------ | ------- | ------- |
| 95 138 | 97 545 | 101 326 | 102 394 |

## Arts et culture
À Wilno, la communauté cachoube y célèbre son héritage[Comment ?][réf. nécessaire].